# Munnopsis bispinosus
Munnopsis bispinosus là một loài chân đều trong họ Munnopsidae. Loài này được Kensley miêu tả khoa học năm 1977.